# Fletxa Brabançona
La Fletxa Brabançona (en flamenc: Brabantse Pijl) és una competició ciclista que es disputa anualment per les carreteres del Brabant Flamenc, Flandes. La primera edició de la cursa es disputà el 1961 i va ser guanyada per Pino Cerami. El ciclista amb més victòries és el belga Edwig van Hooydonck, amb quatre. Des del 2005 la cursa forma part de l'UCI Europe Tour i des del 2020 de l'UCI ProSeries.

## Palmarès
| Any  | Vencedor             | Segon                      | Tercer                      |
| ---- | -------------------- | -------------------------- | --------------------------- |
| 1961 | Pino Cerami          | Michel Van Aerde           | Willy Schroeders            |
| 1962 | Ludo Janssens        | Robert De Middeleir        | Raymond Impanis             |
| 1963 | Joseph Wouters       | Émile Daems                | Gustaaf De Smet             |
| 1964 | Arnaldo Pambianco    | Yvo Molenaers              | Victor Van Schil            |
| 1965 | Willy Bocklant       | Georges Van Coningsloo     | Piet Rentmeester            |
| 1966 | Jan Janssen          | Bas Maliepaard             | Jos van der Vleuten         |
| 1967 | Roger Rosiers        | Jan Lauwers                | Emile Coppens               |
| 1968 | Victor Van Schil     | Willy Van Neste            | Eddy Beugels                |
| 1969 | Willy In 't Ven      | Jos van der Vleuten        | Willy Monty                 |
| 1970 | Herman Van Springel  | Victor Van Schil           | Georges Pintens             |
| 1971 | Jozef Spruyt         | Eddy Merckx                | Roger De Vlaeminck          |
| 1972 | Eddy Merckx          | Herman Van Springel        | Roger Swerts                |
| 1973 | Johan De Muynck      | Victor Van Schil           | Herman Van Springel         |
| 1974 | Herman Van Springel  | Frans Verbeeck             | Freddy Maertens             |
| 1975 | Willem Peeters       | Michel Pollentier          | Gerrie Knetemann            |
| 1976 | Freddy Maertens      | Eddy Merckx                | Frans Verbeeck              |
| 1977 | Frans Verbeeck       | Gerrie Knetemann           | Willy Teirlinck             |
| 1978 | Marcel Laurens       | Herman Van Springel        | Ludo Peeters                |
| 1979 | Daniel Willems       | Gerrie Knetemann           | Eddy Schepers               |
| 1980 | Michel Pollentier    | Sean Kelly                 | Alfons van Katwijk          |
| 1981 | Roger De Vlaeminck   | Guido Van Calster          | Johnny Broers               |
| 1982 | Claude Criquielion   | Eddy Planckaert            | Ronny Van Holen             |
| 1983 | Eddy Planckaert      | Rudy Matthijs              | Alfons De Wolf              |
| 1984 | Ronny Van Holen      | Theo de Rooij              | Paul Haghedooren            |
| 1985 | Adri van der Poel    | Jean-Marie Wampers         | Laurent Fignon              |
| 1986 | Johan van der Velde  | Eddy Planckaert            | Theo de Rooij               |
| 1987 | Edwig Van Hooydonck  | Peter Harings              | Jean-Marie Wampers          |
| 1988 | Johan Capiot         | Jean-Philippe Vandenbrande | Rolf Gölz                   |
| 1989 | Johan Capiot         | Adri van der Poel          | Dirk De Wolf                |
| 1990 | Frans Maassen        | Johan Capiot               | Noël Segers                 |
| 1991 | Edwig Van Hooydonck  | Dirk De Wolf               | Maurizio Fondriest          |
| 1992 | Johan Capiot         | Paul Haghedooren           | Mario De Clercq             |
| 1993 | Edwig Van Hooydonck  | Franco Ballerini           | Andrei Txmil                |
| 1994 | Michele Bartoli      | Maarten den Bakker         | Gianni Bugno                |
| 1995 | Edwig Van Hooydonck  | Oleksandr Gontxenkov       | Dmitri Konyschew            |
| 1996 | Johan Museeuw        | Edwig Van Hooydonck        | Gianluca Pianegonda         |
| 1997 | Gianluca Pianegonda  | Maarten den Bakker         | Michael Boogerd             |
| 1998 | Johan Museeuw        | Germano Pierdomenico       | Michael Boogerd             |
| 1999 | Michele Bartoli      | Michael Boogerd            | Daniele Nardello            |
| 2000 | Johan Museeuw        | Nico Mattan                | Rolf Sørensen               |
| 2001 | Michael Boogerd      | Scott Sunderland           | Axel Merckx                 |
| 2002 | Fabien De Waele      | Erwin Thijs                | Chris Peers                 |
| 2003 | Michael Boogerd      | Óscar Freire Gómez         | Luca Paolini                |
| 2004 | Luca Paolini         | Michael Boogerd            | Nico Sijmens                |
| 2005 | Óscar Freire Gómez   | Marc Lotz                  | Axel Merckx                 |
| 2006 | Óscar Freire Gómez   | Karsten Kroon              | Nick Nuyens                 |
| 2007 | Óscar Freire Gómez   | Nick Nuyens                | Kim Kirchen                 |
| 2008 | Sylvain Chavanel     | Philippe Gilbert           | Joan Antoni Flecha Giannoni |
| 2009 | Anthony Geslin       | Jérôme Pineau              | Fabian Wegmann              |
| 2010 | Sébastien Rosseler   | Thomas De Gendt            | Jurgen Van De Walle         |
| 2011 | Philippe Gilbert     | Björn Leukemans            | Anthony Geslin              |
| 2012 | Thomas Voeckler      | Óscar Freire Gómez         | Pieter Serry                |
| 2013 | Peter Sagan          | Philippe Gilbert           | Björn Leukemans             |
| 2014 | Philippe Gilbert     | Michael Matthews           | Tony Gallopin               |
| 2015 | Ben Hermans          | Michael Matthews           | Philippe Gilbert            |
| 2016 | Petr Vakoč           | Enrico Gasparotto          | Tony Gallopin               |
| 2017 | Sonny Colbrelli      | Petr Vakoč                 | Tiesj Benoot                |
| 2018 | Tim Wellens          | Sonny Colbrelli            | Tiesj Benoot                |
| 2019 | Mathieu van der Poel | Julian Alaphilippe         | Tim Wellens                 |
| 2020 | Julian Alaphilippe   | Mathieu van der Poel       | Benoît Cosnefroy            |
| 2021 | Thomas Pidcock       | Wout van Aert              | Matteo Trentin              |
| 2022 | Magnus Sheffield     | Benoît Cosnefroy           | Warren Barguil              |
| 2023 | Dorian Godon         | Ben Healy                  | Benoît Cosnefroy            |
| 2024 | Benoît Cosnefroy     | Dylan Teuns                | Tim Wellens                 |